# 죽엄의 상자
"죽엄의 상자"는 1955년 공개된 대한민국의 영화이다.

## 배역
- 최무룡
- 강효실
- 노능걸
- 최남현
- 김명순
- 신동훈
- 주인선